# Francesco Borgia (cardinale)
Francesco Borgia (Francisco de Borja y Navarro de Alpicat), detto "il cardinale di Cosenza" (Xàtiva, 1432/1441 – Reggio Emilia, 4 novembre 1511) è stato un cardinale e arcivescovo cattolico spagnolo.

## Biografia
Figlio del cardinale Alonso Borja, in seguito papa Callisto III, fu canonico del capitolo della cattedrale di Valencia. Dopo l'elezione di papa Alessandro VI, suo cugino, si trasferì a Roma ove quest'ultimo lo nominò protonotario apostolico e successivamente tesoriere generale.
Nell'agosto del 1495 fu nominato vescovo di Teano, carica cui rinunciò nel 1508 per lasciarla all'omonimo nipote. Nel 1499 fu trasferito alla sede di Cosenza, mantenendo tuttavia ancora quella di Teano come amministratore apostolico.
Nel concistoro del 28 settembre 1500, papa Alessandro VI lo creò cardinale con il titolo di cardinale presbitero di Santa Cecilia.
Il papa gli affidò la tutela del piccolo Rodrigo Borgia d'Aragona duca di Sermoneta, figlio di Lucrezia Borgia e di Alfonso di Bisceglie, in nome del quale governò il ducato fino all'agosto del 1503. Governò anche il ducato di Nepi in nome del piccolo Giovanni Borgia, figlio del pontefice. Fu camerlengo del Sacro Collegio dal 1503 al 1504. 
Nell'agosto del 1506 optò per il titolo di cardinale presbitero dei Santi Nereo e Achilleo.
Si unì al complotto contro papa Giulio II e nel marzo del 1511 convocò il papa ad un concilio a Pisa. Fu deposto da cardinale e scomunicato da papa Giulio II il 24 ottobre 1511. Insieme a lui furono deposti e scomunicati i cardinali Federico Sanseverino, Bernardino López de Carvajal, Guillaume Briçonnet e René de Prie. Nel 1513 papa Leone X li perdonò e ristabilì tutti nel cardinalato, ma Francesco non ne poté godere essendo deceduto due anni prima.
Nel 1511 fu cardinale protopresbitero.